# Distrito judicial de San Martín
El distrito judicial de San Martín es una división administrativa del Poder Judicial del Perú. Tiene como sede la ciudad de Moyobamba y su competencia se extiende al departamento homónimo y a la provincia de Alto Amazonas del departamento de Loreto.

## Historia
La historia de este distrito judicial está ligada con la de la Corte Superior de Justicia de San Martín que fue creada mediante Ley N.º 9362 del 11 de diciembre de 1935. De esta manera, se separaban los territorios del recientemente creado departamento de San Martín de la competencia de la Corte Superior de Justicia de Loreto. Tras ser finalmente promulgada y ejecutada en 1942, se instaló el 2 de mayo de ese año durante el primer gobierno de Manuel Prado Ugarteche. Su primer presidente fue Rodolfo Ríos Padilla. Como relator fue elegido César Gonzales Pacheco y como secretario Juan Pio Castro Fernandini. En dicha sesión se dejó constancia que no es posible elegir vocales suplentes por no existir abogados con estudio abierto en la localidad.

## Conformación
El distrito judicial de San Martín contiene 62 dependencias judiciales incluyendo 6 salas superiores, 39 juzgados de primera instancia, 17 juzgados de paz letrados y diversos juzgados de paz en distintas partes del territorio de su jurisdicción.

## Jurisdicción
El distrito judicial de San Martín tiene jurisdicción sobre todo el departamento de San Martín y la provincia de Alto Amazonas del departamento de Loreto.